# Барон Дайневор

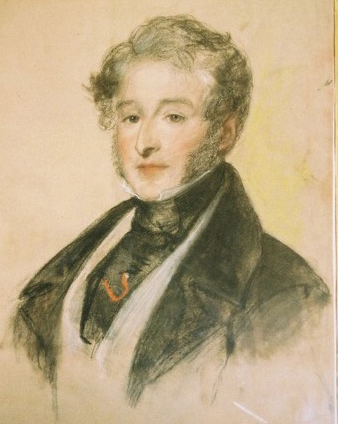
Джордж Толбот Райс, 3-й барон Дайневор

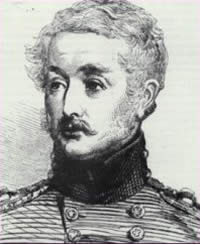
Джордж Райс-Тревор, 4-й барон Дайневор

Барон Дайневор из Дайневора в графстве Кармартеншир — наследственный титул в системе Пэрства Великобритании. Он был создан 17 октября 1780 года для Уильяма Толбота, 1-го графа Толбота (1710—1782), с правом наследования для его дочери, леди Сесиль, жены Джорджа Райса (1724—1779), члена видной уэльской семьи. Уильям Толбот заседал в Палате общин от Гламорганшира (1834—1837) и служил лордом-стюардтом двора (1761—1782). После смерти Уильяма Толбота титул графа Толбота угас, так у него не было сыновей, титул барона Толбот, также принадлежавший ему, унаследовал его племянник, Джон Четвинд-Толбот (1749—1793). А титул барона Дайневора унаследовала дочь первого лорда, Сесиль Райс, 2-я баронесса Дайневор (1735—1793). В 1787 году леди Сесиль Райс получила королевское разрешение на фамилию «де Кардоннел» вместо «Райс».
Её сын, Джордж Толбот Райс, 3-й барон Дайневор (1765—1852), заседал в Палате общин от Кармартеншира (1790—1793) и служил в качестве лорда-лейтенанта Кармартеншира (1804—1852). В 1793 году он получил королевское разрешение на фамилию «де Кардоннел», но в 1817 году возобновил свою прежнюю фамилию «Райс». Ему наследовал его сын, Джордж Райс, 4-й барон Дайневор (1795—1869). Он представлял в Палате общин Кармартеншир (1820—1831, 1832—1852). В 1824 году, чтобы унаследовать имения семьи Тревор из Глинда в графстве Сассекс, он по королевскому разрешению принял дополнительную фамилию «Тревор».
Его преемником стал его двоюродный брат, Фрэнсис Уильям Райс, 5-й барон Дайневор (1804—1878). Он был вторым сыном преподобного достопочтенного Эдварда Райса (1779—1862), второго сына 2-й баронессы Дайневор. Его внук, Уолтер Фицуриан Райс, 7-й барон Дайневор (1873—1956), представлял Брайтон в парламенте от консервативной партии (1910—1911) и служил в качестве лорда-лейтенанта Кармартеншира (1928—1949). В 1916 году он получил королевское лицензию для себя и своих детей на фамилию «Рис» вместо «Райс». Его сын, Чарльз Артур Уриан Рис, 8-й барон Дайневор (1899—1962), консервативный политик, заседал в парламенте от Ромфорда (1923—1929) и Гилдфорда (1931—1935). По состоянию на 2023 год носителем титула являлся его внук, Хьюго Гриффит Уриан Рис, 10-й барон Дайневор (род. 1966), который стал преемником своего отца в 2008 году.
Семья Рис и Толбот-Райс происходит от уэльского военачальника и землевладельца Риса ап Томаса (1449—1525), который получил в награду обширные земли в Западном Уэльсе за свою ведущую роль в военной кампании Генриха VII Тюдора, который одержал победу в битве при Босворте над Ричардом III.

## Бароны Дайневор (1780)
- 1780—1782: Уильям Толбот, 1-й граф Толбот, 1-й барон Дайневор (16 мая 1710 — 27 апреля 1782), второй сын Чарльза Толбота, 1-го барона Толбота (1685—1737)[1];
- 1782—1793: Сесиль де Кардоннел, 2-я баронесса Дайневор (июль 1735 — 14 марта 1793), единственная дочь предыдущего, жена с 1756 года Джорджа Райса (1724—1779)[2];
- 1793—1852: Джордж Толбот Райс, 3-й барон Дайневор (8 октября 1765 — 9 апреля 1852), старший сын предыдущего[3];
- 1852—1869: Джордж Райс-Тревор, 4-й барон Дайневор (5 августа 1795 — 7 октября 1869), единственный сын предыдущего[4];
- 1869—1878: Фрэнсис Уильям Райс, 5-й барон Дайневор (10 мая 1804 — 13 августа 1878), второй сын преподобного Эдварда Райса (1779—1862), двоюродный брат предыдущего[5];
- 1878—1911: Артур де Кардоннел Фицуриан Райс, 6-й барон Дайневор (24 января 1836 — 8 июня 1911), единственный сын предыдущего от первого брака[6];
- 1911—1956: Уолтер Фицуриан Райс, 7-й барон Дайневор (17 августа 1873 — 8 июня 1956), единственный сын предыдущего[7];
- 1956—1962: Чарльз Артур Уриан Рис, 8-й барон Дайневор (21 сентября 1899 — 15 декабря 1962), старший сын предыдущего[8];
- 1962—2008: Ричард Чарльз Уриан Рис, 9-й барон Дайневор (19 июня 1935 — 12 ноября 2008), единственный сын предыдущего[9];
- 2008 — настоящее время: Хьюго Гриффит Уриан Рис, 10-й барон Дайневор (род. 19 ноября 1966), единственный сын предыдущего[10];
  - Наследник титула: Роберт Дэвид Артур Рис (род. 26 июля 1963), старший сын Ллевелина Артура Риса (1935—2005), внук капитана достопочтенного Дэвида Реджинальда Рича (1907—1991), третьего сына 7-го барона Дайневора, троюродный брат предыдущего[11].